# Yangqin

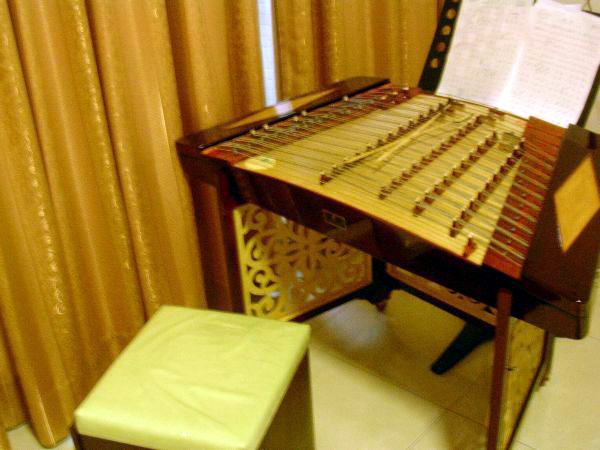
Yangqin.

Yangqin (扬琴) är ett kinesiskt hackbräde, ett stränginstrument som har sitt historiska ursprung i Mellersta Östern och Persien (nuvarande Iran). Strängarnas antal kan variera från tretton till arton och man spelar på instrumentet genom att slå på strängarna med tunna stavar.